# LGV Perpignano-Figueras
La LAV Perpignano-Figueras (in francese LGV Perpignan - Figueras o Ligne de Perpignan à Figueras), è una linea ferroviaria internazionale ad alta velocità inaugurata a tratte tra il 2009 e il 2012 e che collega Francia e Spagna.
Questa linea prosegue ulteriormente verso sud-ovest fino a Madrid attraverso la ferrovia ad alta velocità Madrid-Barcellona-Confine francese.

## Storia
Nella pianificazione della costruzione della linea ad alta velocità Madrid-Saragozza-Barcellona-frontiera francese, era necessario un accordo tra gli Stati spagnolo e francese per intraprendere il collegamento della nuova linea con la rete ferroviaria francese. A tal fine, i governi di Spagna e Francia hanno firmato a Madrid, il 10 ottobre 1995, un "Accordo per la costruzione e l'esercizio della sezione internazionale di una linea ferroviaria ad alta velocità tra la Spagna e la Francia (lato Mediterraneo)", con il quale venne delimitato un tratto di concessione privata tra l'ultima stazione francese, Perpignan, e la prima stazione spagnola, Figueras-Vilafan.
Secondo l’accordo franco-spagnolo, le caratteristiche della tratta internazionale dovevano essere: alta velocità, scartamento standard europeo, doppio binario e traffico misto passeggeri e merci. La società che ha ottenuto la concessione doveva costruire ed esercire la linea in cambio di ricevere sovvenzioni da parte degli Stati francese, spagnolo e dell’Unione Europea, nonché ottenere il diritto di riscuotere un pedaggio per ogni circolazione sulla linea, assicurando al concessionario un traffico minimo nel lungo periodo.
Il Consiglio dei Ministri spagnolo ha autorizzato la gara per la concessione il 23 febbraio 2001, anche se questa prima concessione alla fine non è stata realizzata a causa delle discrepanze con le condizioni delle società infine selezionate. Sei gruppi di imprese sono stati selezionati per partecipare al concorso10, tra cui un gruppo, "Ferromed", composto da imprese pubbliche di entrambi gli Stati, la spagnola GIF (attualmente ADIF) e la francese RFF. L'aggiudicazione è stata infine assegnata al consorzio privato TP Ferro, unione tra l'impresa edile francese Eiffage e la spagnola ACS. Infine, l'11 luglio 2003, il Consiglio dei Ministri spagnolo ha autorizzato l'affidamento della concessione a TP Ferro. I lavori iniziarono il 15 novembre 2004 e i lavori furono completati nel febbraio 2009.
Secondo i dati diffusi nel 2007, il costo totale della costruzione della linea, compreso il finanziamento, ammontava a 1.096,7 milioni di euro. Di questo importo, 588,4 milioni provengono da sussidi pubblici forniti dai governi di Francia, Spagna e Unione Europea; altri 410 milioni provengono da un prestito sottoscritto con diverse banche (BBVA, Banesto, Caja Madrid, ING e Royal Bank of Scotland); Infine, i soci della concessionaria TP Ferro contribuiscono con 108,3 milioni.
L'infrastruttura è stata formalmente consegnata dal concessionario TP Ferro il 17 febbraio 2009, rispettando i tempi di realizzazione previsti contrattualmente. Nella sua parte settentrionale, la linea era collegata alla stazione di Perpignano, con continuità con il resto della rete francese e nella sua parte meridionale con la linea ad alta velocità Madrid-Saragozza-Barcellona-frontiera francese che tuttavia non era ancora collegata. Questa situazione ha fatto sì che tra febbraio 2009 e dicembre 2010 la linea già completata non potesse essere utilizzata e TP Ferro dovesse essere risarcita per il ritardo nella costruzione.
La linea ha raggiunto la continuità verso sud nel dicembre 2010, ma non attraverso il completamento della prevista linea ad alta velocità bensì attraverso il collegamento tramite una diramazione con la linea a scartamento iberico convenzionale mediante l'interposizione di un binario a scartamento normale tra il binario a scartamento largo nei tratti in cui la nuova linea non era terminata per garantire la continuità dello scartamento internazionale fino a Barcellona, collegamento utilizzato esclusivamente per i treni merci.
Per i viaggiatori, i treni TGV hanno iniziato a percorrere la linea il 19 dicembre 2010, trasferendosi alla stazione di Figueras-Vilafan ai treni a scartamento iberico che proseguivano lungo la linea convenzionale.
L'8 gennaio 2013 è stata inaugurata la linea ad alta velocità Madrid-Saragozza-Barcellona-frontiera francese, dando completa continuità all'intera linea. Tuttavia, la differenza nei sistemi di segnalamento tra le reti francese e spagnola non consentiva il passaggio diretto dei treni passeggeri tra le due reti, situazione che sarebbe stata risolta a partire da dicembre 2013.

## Caratteristiche

### Percorso
| Continuation backward |

| Station on track |

| Small bridge over water |

|  | Unknown route-map component "ABZgl" | Unknown route-map component "CONTfq" |

| Small bridge over water |

|  | Unknown route-map component "eABZgl" | Unknown route-map component "exCONTfq" |

| Small bridge over water |

| Unknown route-map component "SKRZ-Au" |

| Unknown route-map component "SKRZ-G2u" |

| Unknown route-map component "SPLa" |

| 471+758 |
| 0+000   |

| Unknown route-map component "vSTR-BST" |

| Unknown route-map component "lSHST" + Unknown route-map component "vSTR" |

| Unknown route-map component "exLCONTg" | Unknown route-map component "vSTR" |  |

| Unknown route-map component "CONTgq" | Unknown route-map component "xKRZu" | Unknown route-map component "vSTRr-STR" |  |  |

| Unknown route-map component "exLSTR" | Unknown route-map component "SHI1+l" |  |

| Unknown route-map component "exLSTR" | Unknown route-map component "STRo" |  |

| Unknown route-map component "exLSTR" | Unknown route-map component "SEC2" |  |

| Unknown route-map component "exKMW" | Straight track |  |

| Unknown route-map component "exSTRl" | Unknown route-map component "eABZg+r" |  |

| 4+590 |
| 1+217 |

| Track change |

| Unknown route-map component "exCONTf+l" | Unknown route-map component "exSTRq" | Unknown route-map component "CSTR" | Unknown route-map component "exSTRq" | Unknown route-map component "exCONTg+r" |

| Perpignan |
| Thuir     |

| Transverse water | Unknown route-map component "hKRZWae" | Transverse water |

| Unknown route-map component "SKRZ-Ao" |

| Unknown route-map component "ÜWBl" |

| Unknown route-map component "hSTRa" |

| Unknown route-map component "CONTf+l" | Unknown route-map component "eABZq+nl" | Unknown route-map component "hKRZe" | Transverse track | Unknown route-map component "CONTg+r" |

| Elne      |
| Le Boulou |

| Unknown route-map component "exnSTRl" | Unknown route-map component "eABZg+nr" |  |

| Track change |

| Unknown route-map component "hKRZWae" |

| Unknown route-map component "SPLa" |

| Unknown route-map component "tvSTRa" |

| 17+179 |
| 17+184 |

| Unknown route-map component "GRZq" | Unknown route-map component "tvGRENZE" | Unknown route-map component "GRZq" |

| Unknown route-map component "tvSTRe" |

| 25+564 |
| 25+589 |

| Unknown route-map component "SPLe" |

| Unknown route-map component "WASSER+l" | Unknown route-map component "hKRZWae" | Water straight and to right |

| Unknown route-map component "WASSERl" | Unknown route-map component "hKRZWae" | Unknown route-map component "WASSER+r" |

| Transverse water | Unknown route-map component "hKRZWae" | Unknown route-map component "WABZg+r" |

| Transverse water | Small bridge over water | Unknown route-map component "WABZg+r" |

|  | Enter and exit short tunnel | Water |

|  | Enter and exit short tunnel | Water |

| Transverse water | Unknown route-map component "hKRZWae" | Unknown route-map component "WABZql" |

| Transverse water | Unknown route-map component "hKRZWae" | Transverse water |

| Unknown route-map component "d" | Unknown route-map component "vSHI2gl-" |

| Unknown route-map component "d" | Unknown route-map component "vSTR-DST" |

| Unknown route-map component "d" | Unknown route-map component "vSHI2g+l-" |

| Unknown route-map component "KMW" |

| 44+353  |
| 752+355 |

| Enter and exit tunnel |

| Unknown route-map component "d" | Unknown route-map component "vÜSTl" + Unknown route-map component "lv-ENDE@G" |

| Unknown route-map component "d" | Unknown route-map component "vBHF" |

|  | Unknown route-map component "vSTR" | Unknown route-map component "dCONTg" |

|  | Unknown route-map component "dSTR" | Unknown route-map component "v-SHI2g+r" |

|  | Straight track | Unknown route-map component "CONTl+g" |

| Continuation forward |